# Вжонсовиці
Вжонсовиці (пол. Wrząsowice) — село в Польщі, у гміні Свьонтники-Гурні Краківського повіту Малопольського воєводства.
Населення — 2029 осіб (2011).
У 1975-1998 роках село належало до Краківського воєводства.

## Демографія
Демографічна структура станом на 31 березня 2011 року:
|          | Загалом | Допрацездатний вік | Працездатний вік | Постпрацездатний вік |
| -------- | ------- | ------------------ | ---------------- | -------------------- |
| Чоловіки | 1014    | 209                | 735              | 70                   |
| Жінки    | 1015    | 221                | 609              | 185                  |
| Разом    | 2029    | 430                | 1344             | 255                  |